# スカンジウム
スカンジウム（新ラテン語: Scandium 英語: [ˈskændiəm]、中国語: 鈧）は原子番号21の元素。元素記号はSc。遷移元素、希土類元素、第3族元素のひとつ。

## 名称
スウェーデンの分析学者ラース・フレデリク・ニルソンが、スカンジナビアを意味するラテン語のスカンジアから、この元素の名前をスカンジウムと命名した。

## 性質
スカンジウムは銀色の軟らかい金属であり、空気中で酸化されて淡黄色もしくは淡桃色の不動態が生成する。また、常温でハロゲン元素とも反応する。比重は2.99、融点は1541 °C、沸点は2836 °C。常温常圧で安定な結晶構造は六方最密充填構造（HCP、α-Sc）だが、加熱することにより更に2つの形態(β、δ)があり、それぞれの結晶構造は立方最密充填構造と面心立方格子である。水や希酸には徐々に溶解し、熱水や酸には易溶。ただし、硝酸とフッ化水素酸を1：1で混合した溶液に対しては反応せず、これは不動態層が形成されるためと考えられている。空気中で燃焼させると、黄色く輝く炎を発して酸化スカンジウム(III)を形成する。通常+3の酸化数を取る。

### 同位体
スカンジウムの同位体は36Scから60Scまでにわたり、唯一の安定同位体は45Scである。また、45Scは天然に存在する唯一のスカンジウムの同位体でもあり、7/2のスピン角運動量を有している。ほかの同位体はすべて放射性同位体であり、もっとも半減期の長いものは46Scの83.8日、次いで47Scの3.35日であり、ほかに4時間の44Scや3.7時間の48Scなどがある。その他の放射性同位体の半減期はすべて4時間未満であり、それらの大部分は2分未満である。スカンジウムはまた5つの核異性体があり、もっとも安定した物は半減期58.6時間の44mScである。
45Scよりも質量の小さな同位体のおもな崩壊モードは電子捕獲であり、質量の大きな同位体はベータ崩壊である。前者ではカルシウムの同位体が、後者ではチタンの同位体がおもな娘核種となる。

## 分布
地殻中においてスカンジウムは特に希少ではなく、その存在度は(18–25)×10−6と予想されておりコバルトと同程度である。スカンジウムは地球上で50番目（地殻中では35番目）、太陽系中では23番目に存在量の多い元素である。しかしながら、スカンジウムは濃縮されることなくまばらに分散しているため多くの鉱石中で痕跡量しか存在していない。濃縮されたスカンジウム源としては、スカンジナビア半島やマダガスカル島で産出する希少鉱石のトルトバイタイトやユークセナイト、ガドリン石などが知られているのみである。トルトバイタイトでは、最大45パーセントのスカンジウムが酸化スカンジウムの形で含まれている。
スカンジウムの安定同位体は超新星爆発時に起こるr過程によって合成される。

## 歴史
1869年、周期表の父として知られるドミトリ・メンデレーエフによって、原子量40から48の間の元素であるエカホウ素の存在が予言された。1879年、この元素はスウェーデンの分析学者ラース・フレデリク・ニルソンによりガドリン石およびユークセン石から発見され、ニルソンは2 gの高純度な酸化スカンジウムを合成した。ニルソンはメンデレーエフの予言を知らなかったが、ほぼ同時にこれを発見したペール・テオドール・クレーベによってスカンジウムがメンデレーエフの予言したエカホウ素にあたると判明した。
1937年、カリウム、リチウムおよび塩化スカンジウムの共晶混合物を700–800 °Cで電気分解することで初めて金属スカンジウムが生成された。スカンジウムのアルミニウム合金向けの用途が始まったのは、1971年にアメリカで特許が出されて以降のことである。アルミニウム-スカンジウム合金はソビエト連邦でも開発されていた。
ガドリニウム-スカンジウム-ガリウムガーネット（GSGG）レーザー結晶は、1980年代から90年代にかけてのアメリカの戦略防衛構想における戦略防衛の用途開発に用いられていた。
2025年4月、アメリカ合衆国は、中国を含む対米貿易赤字額が大きい国・地域に相互関税を賦課すると発表。これに中国は、スカンジウムを含む7つの中・重希土類の輸出規制を通告して対抗した。

## スカンジウムの化合物
- 酸化スカンジウム(III)（Sc2O3）[22]:136
- 塩化スカンジウム(III)（ScCl3）
- 硝酸スカンジウム(III)（Sc(NO3)3）
- フッ化スカンジウム(III)（ScF3）[22]:136

## 用途
スカンジウムは反応性が高く価格も高いため、化合物の応用に関する研究開発はあまり進んでいない。以前は有機化学の限られた分野で触媒としてわずかに用いられるにとどまっていたが、現在は用途の拡大にともない新素材として注目されている。その筆頭格が照明への利用で、ヨウ化スカンジウム（ScI3）をメタルハライドランプに使用することでより強い光が得られる。そのほかにも、アルミニウム合金に添加したり、ニッケル・アルカリ蓄電池の陽極にスカンジウムを加えて電圧の安定や長寿命化を計ったり、ジルコニア磁器に酸化スカンジウム（III）を添加してひび割れを防いだりする用途がある。
スカンジウムの重量比でみた主要な用途は、高機能素材であるアルミニウム-スカンジウム合金の形での、一部の航空宇宙用部品、スポーツ用品（自転車、野球のバット、射撃、ラクロスなど）の材料である。しかしこれらの分野では、軽さや強度が近いチタンの方がはるかに多く利用されている。
スカンジウムをアルミニウムに添加すると、溶接における加熱部分での再結晶化や結晶粒成長が大幅に抑制される。アルミニウムは面心立方構造の金属であり、粒径の縮小はそれほど強度に対する影響がない。しかし、Al3Scが細かく分散することによって、合金中にいろいろな析出相があるにもかかわらず、ミクロの構造において強度が増大する。本来の添加の目的は、溶接可能な構造材用合金を加熱した際、過度に結晶粒が成長するのを抑制することであるが、添加によって2つの効果が促進される。1つは、ほかの相がより細かく析出することによる強度の大幅な増大で、もう1つは時効硬化型合金における粒界の非析出帯の減少である。
最初にアルミニウム-スカンジウム合金が使用されたのは、旧ソビエト連邦の一部の潜水艦発射弾道ミサイルのノーズ・コーンである。海氷を貫通してもミサイル本体が壊れないほどの強度を確保できたため、北極海において、海氷下に潜行しながらミサイルを発射することが可能になった。
トリフルオロメタンスルホン酸スカンジウムは、有機化学においてルイス酸触媒として用いられる。
1990年代なかばに東邦ガスの水谷らが、酸化ジルコニウム(IV)に酸化スカンジウム（III）を0.04–0.11 mol/mol固溶させたスカンジア安定化ジルコニアを固体酸化物燃料電池の電解質として見出した。
2008年には、東京大学生産技術研究所サステイナブル材料国際研究センター・教授である岡部徹の研究室で、金属熱還元法・溶融塩電解法での製造プロセスが検証された。金属熱還元法では酸化スカンジウム(III)を材料とし、カルシウムを還元剤とすることで、電気炉内で1,273Kという比較的低い温度でアルミニウム-スカンジウム合金が生成するが、カルシウム化合物の残留した純度の低いものとなった。一方で、溶融塩電解法ではカルシウム化合物が残留しないため高純度のアルミニウム-スカンジウム合金が生成した。